# Морской голубок

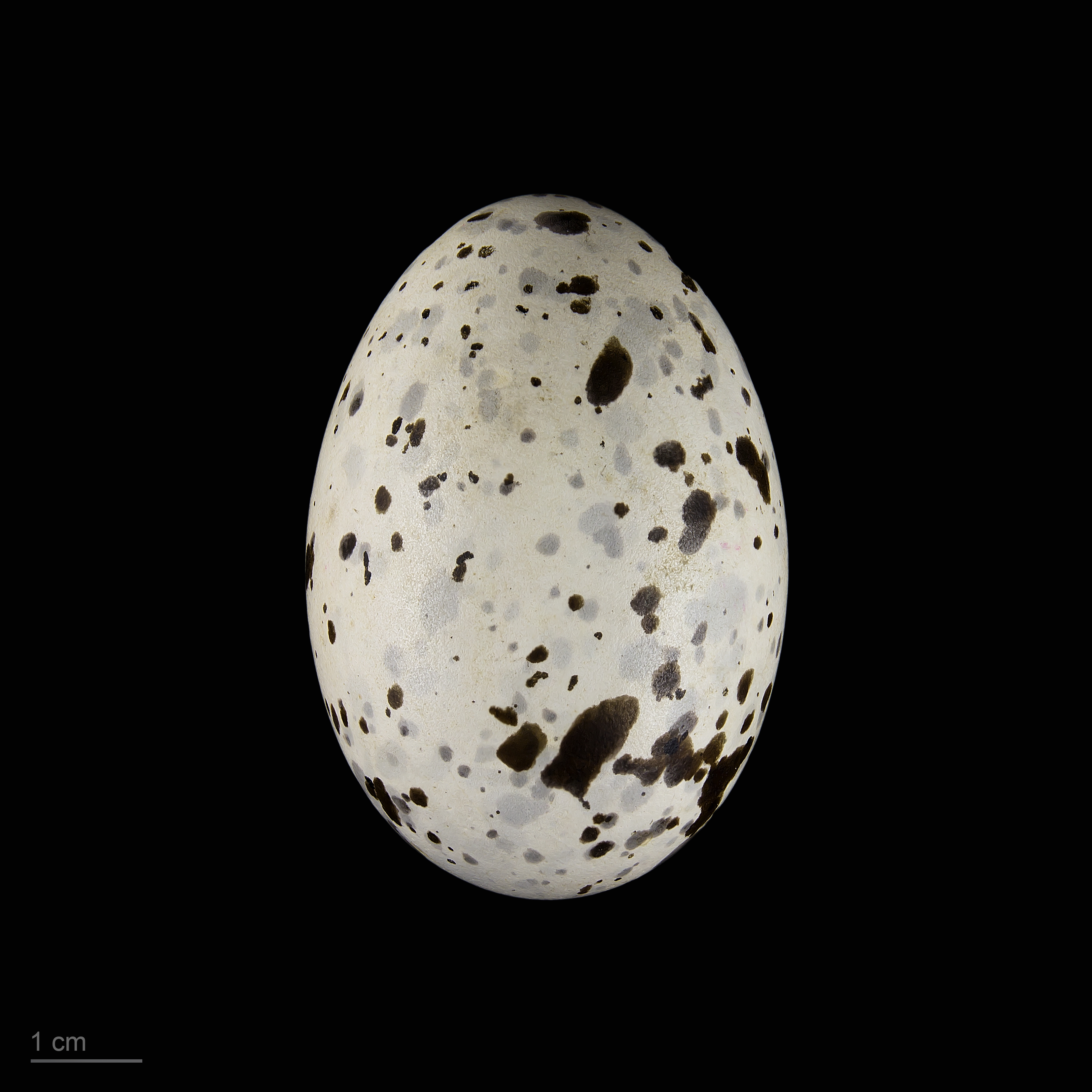
яйцо Chroicocephalus genei — Тулузский музей

Морской голубок, или тонкоклювая чайка (лат. Chroicocephalus genei) — вид птиц, из семейства чайковых (Laridae).

## Описание
Морской голубок длиной от 39 до 47 см, размах крыльев 97 см. В отличие от озёрной чайки, на которую он очень похож, его голова не тёмная, а белая. Шея, нижняя часть тела и хвост летом имеют немного розовый оттенок, крылья и спина серые. Первостепенные маховые перья чёрные на концах, хвост имеет чёрно-белые полосы. Тонкий изящный клюв и ноги красные.
У молодых птиц верхняя сторона серая, нижняя сторона белая, серые пятна на голове и затылке. Клюв жёлто-оранжевый, ноги жёлтые. Вершина белого хвоста чёрная.

## Распространение
Морской голубок обитает на южном побережье Средиземного моря, на юго-западе Пиренейского полуострова, в Эгейском море, в Красном море, в Персидском заливе, на побережье Чёрного, Каспийского, Аральского морей, в Турции, Иране, Белуджистане и Синде. Большинство птиц мигрируют во время зимы дальше на юг в Северную Африку и Индию, а некоторые также в Западную Европу.
Морской голубок редко встречается в открытом море далеко от побережья.

## Питание
Морской голубок питается преимущественно мелкой рыбой, а также насекомыми и различными ракообразными.

## Размножение
Морской голубок гнездится в колониях. Расстояние между гнёздами составляет чаще всего менее 1 м, иногда всего 20 см. Птенцы становятся половозрелыми к двум годам. Самка откладывает 2—3 яйца в углубления в песке или глине. Лагуны, маленькие острова вблизи побережья и солёных озёр являются местами гнездовий птиц.

## Примечания

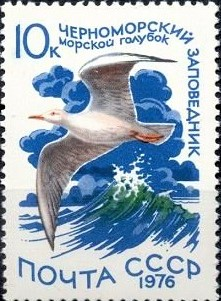
Почтовая марка СССР № 4615. 1976. Заповедники СССР